# Garbiñe Muguruza
Garbiñe Muguruza Blanco (Caracas, 8 ottobre 1993) è un'ex tennista spagnola con cittadinanza venezuelana.
Nel corso della sua carriera, si è aggiudicata dieci titoli WTA in singolare, tra cui due prove del Grande Slam: l'Open di Francia 2016 e il torneo di Wimbledon 2017. Inoltre vanta altre due finali Slam a Wimbledon 2015  e all'Australian Open 2020, arrivando ai quarti di finale alle Olimpiadi di Tokyo 2020, e la storica vittoria per il tennis spagnolo conseguita alle WTA Finals 2021. L'11 settembre 2017 è diventata la ventiquattresima tennista a raggiungere la posizione numero uno del ranking mondiale, che ha mantenuto per quattro settimane consecutive, prima di cedere il posto a Simona Halep.
Buona doppista, in questa specialità si è aggiudicata cinque titoli WTA ed è stata finalista alle WTA Finals 2015 e semifinalista all'Open di Francia 2014 giocando in coppia con la connazionale Carla Suárez Navarro. Il suo best ranking in doppio è la decima posizione, raggiunta il 23 febbraio 2015.

## Biografia
Nasce a Caracas, in Venezuela, da Scarlet Blanco, di origini venezuelane, e José Antonio Muguruza, basco di Gipuzkoa, una comunità autonoma dei Paesi Baschi, nella Spagna; per questo motivo possiede la cittadinanza di entrambi i Paesi. Ha due fratelli maggiori, di nome Asier e Igor. Inizia a praticare il tennis all'età di tre anni, quando la sua famiglia si trasferisce in Spagna per permetterle di allenarsi alla Bruguera Tennis Academy, situata nei pressi di Barcellona. Per sua ammissione suona la chitarra occasionalmente nel tempo libero.

## Carriera

### 2012: primo ottavo di finale Premier e Top 100
Prende parte alle qualificazioni del torneo Premier di Parigi, ma viene sconfitta nell'ultimo turno da Gréta Arn. Non ha fortuna nemmeno a Monterrey e Acapulco, dove viene fermata rispettivamente da Tatjana Maria ed Estrella Cabeza Candela. 

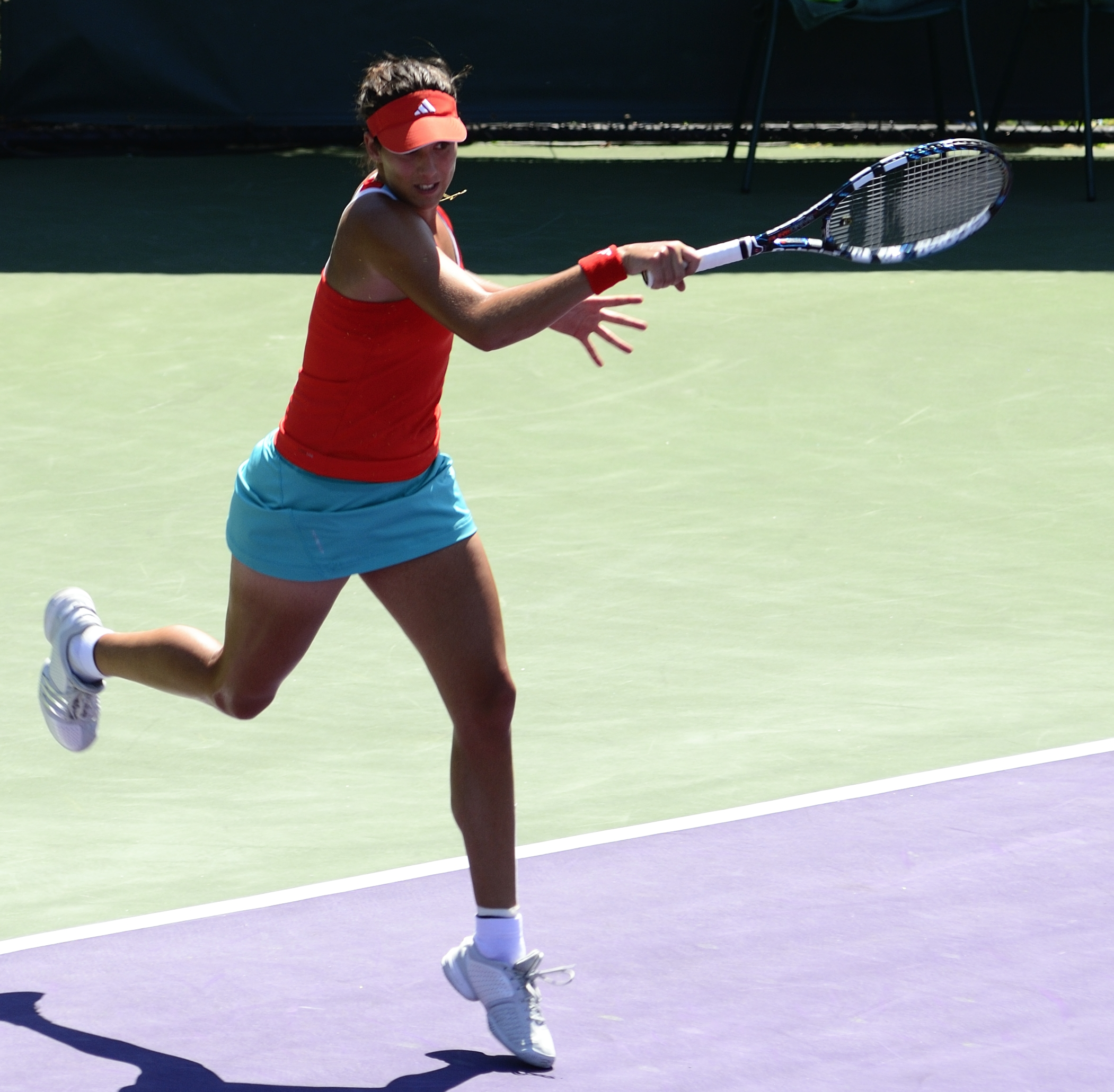
Muguruza nel 2012

Grazie a una wild card ottiene l'accesso al Sony Ericsson Open 2012, suo primo torneo nel circuito principale. A Miami elimina nel primo match Ayumi Morita, la quale si ritira nel terzo set, e a quello successivo la numero nove del mondo Vera Zvonarëva in due parziali. Riesce a raggiungere il quarto turno grazie alla vittoria sull'italiana Flavia Pennetta, con il punteggio di 6-2 1-6 7–6(6). L'ultima esordiente ad avere superato tre turni in un torneo era stata Sabine Auer nel 1998. La sua scalata si ferma al quarto turno, dove Agnieszka Radwańska la elimina in due set. A fine torneo si issa alla posizione n°144 del ranking WTA.
Ottiene una wild card anche per il Barcelona Ladies Open ed elimina la connazionale Arantxa Parra Santonja con un doppio 6-3 prima di arrendersi alla testa di serie numero 2, Julia Görges, riuscendo a portare comunque il match al terzo set. Supera le qualificazioni per il Grand Prix SAR La Princesse Lalla Meryem e nel tabellone principale supera Anna Tatišvili e Patricia Mayr-Achleitner (ritirata al termine del primo parziale), ma si ferma ai quarti di finale contro la qualificata Kiki Bertens. Ottiene la wild card per il torneo spagnolo di Madrid, ma cede all'ottava testa di serie Li Na nel primo turno. Successivamente, dopo due eccellenti match contro Ekaterina Byčkova ed Elina Svitolina, viene sconfitta nell'ultimo turno di qualificazioni per il Roland Garros da Lara Arruabarrena, la quale le infligge un bagel nel primo set.
Partecipa al torneo di Birmingham, nella speranza di raccogliere abbastanza punti per evitare le qualificazioni a Wimbledon. Tuttavia viene sorpresa in tre set all'esordio da Casey Dellacqua. Prende parte alle qualificazioni per lo Slam di Londra ma, dopo avere sconfitto Elina Svitolina, viene eliminata al secondo turno dall'italiana Maria Elena Camerin con il risultato di 6-4, 6-2.
Grazie alla finale ITF raggiunta a Bucarest, poi persa, entra per la prima volta tra le prime cento tenniste al mondo, precisamente al 95º posto. Non supera le qualificazioni nei tornei di Cincinnati e New Haven, sconfitta da Madison Keys, mentre si ritira contro Nicole Gibbs. Disputa il primo Slam senza qualificazioni a New York, dove perde contro la Top 10 Sara Errani, che si impone con lo score di 6-3 6(6)–7 6-1. Di conseguenza scivola fuori dalla Top 100. Esce di scena all'esordio a Seoul contro Klára Koukalová per 4-6 6-4 6(1)–7, mentre non va oltre le qualificazioni a Tokyo (sconfitta da Bojana Jovanovski) e Pechino (sconfitta da Laura Robson). Ci riesce, invece, a Lussemburgo, salvo poi perdere in tre set contro Andrea Petković al primo turno.
Chiude l'anno al 104º posto nella classifica mondiale.

### 2013: primo titolo WTA in doppio

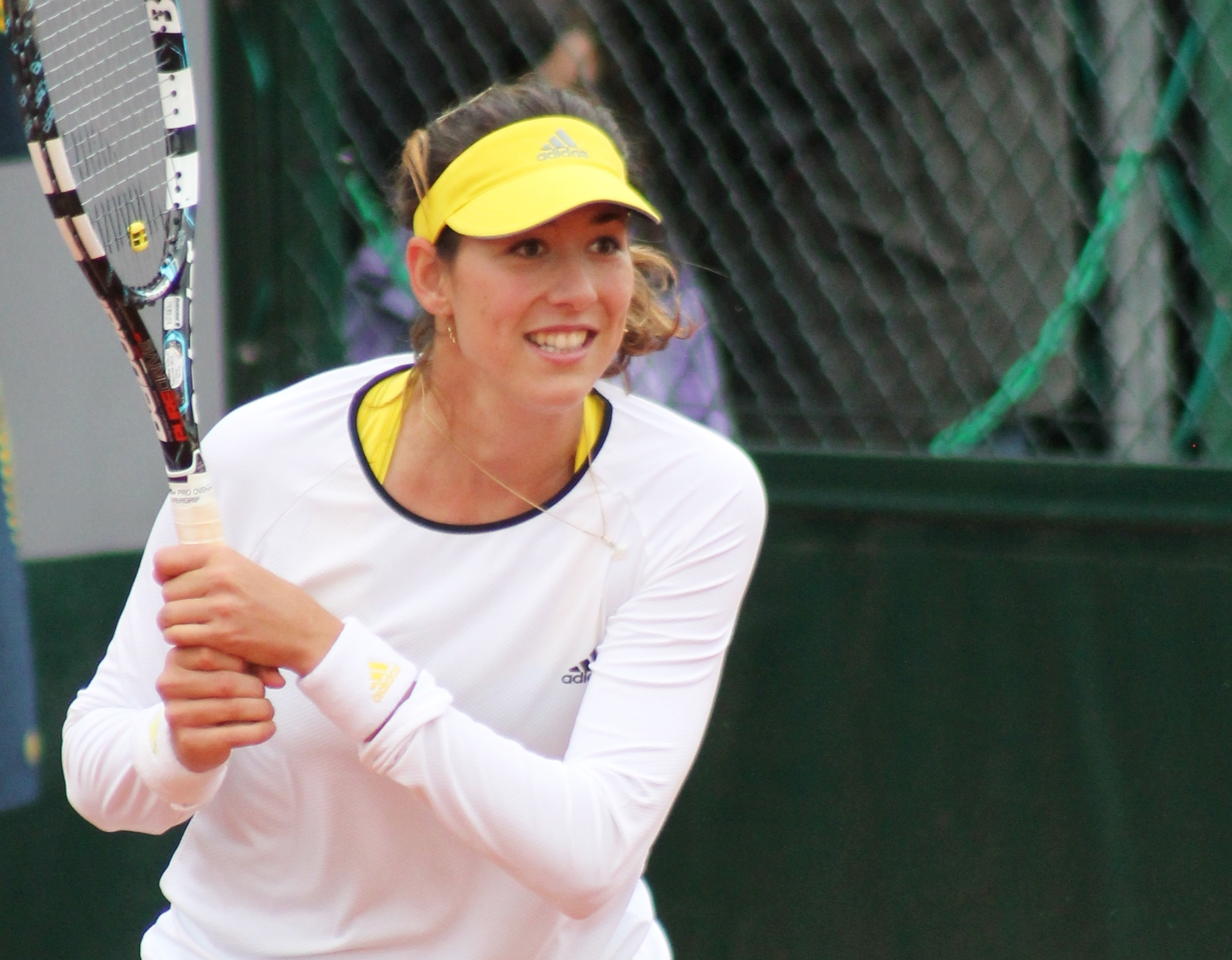
Muguruza al Roland Garros 2013

Inizia la nuova stagione giocando a Shenzhen, dove non va oltre il primo turno per via della sconfitta contro Annika Beck per 2-6 7–6(7) 4-6. A Hobart, tuttavia, riesce a vincere il torneo di doppio insieme a María Teresa Torró Flor, mentre non si qualifica per il tabellone principale in singolare. Agli Australian Open viene sconfitta malamente al secondo turno da Serena Williams, dopo essersi imposta per 14-12 nel terzo parziale contro Magdaléna Rybáriková. In seguito non si qualifica a Parigi, subendo la vendetta di Rybáriková, mentre ottiene una wild card per il torneo di Memphis, ma viene estromessa da Jamie Hampton. Prende parte al torneo di Florianopolis superando Kristina Barrois, prima di perdere nel secondo turno contro Venus Williams per 5-7 al terzo parziale.
A Indian Wells si avventura fino al quarto turno, dopo avere superato le qualificazioni, dove viene eliminata da Angelique Kerber. Grazie a ciò sale alla posizione n°73 della classifica, suo best ranking. Disputa il secondo ottavo di finale consecutivo a Miami sfruttando la vittoria sulla numero nove del mondo Caroline Wozniacki; viene poi fermata da Li Na. Si presenta al torneo di Charleston, dove perde a sorpresa contro la qualificata Jessica Pegula, la quale si impone per 6(2)–7 6-4 7-5, mentre non ci riesce a Stoccarda e Madrid. Sulla terra rossa di Roma accede al main draw ed elimina in rimonta Mathilde Johansson per 1-6 6-0 6-2, prima di cedere alla numero due del mondo Marija Šarapova. Non raccoglie risultati soddisfacenti a Strasburgo, perdendo contro Lucie Hradecká, e a Parigi, sconfitta nettamente da Jelena Janković.
A giugno partecipa al Topshelf Open, torneo sull'erba in preparazione per Wimbledon, e raggiunge la sua prima semifinale WTA superando sulla sua strada le due teste di serie Mona Barthel e Dominika Cibulková; in seguito viene fermata dalla favorita Kirsten Flipkens. Nello Slam londinese supera la wild card Anne Keothavong per 6-4 6-0 prima di venire superata in tre set da Ekaterina Makarova. A fine torneo si avvicina alla Top 50, fermandosi alla posizione n°53.
Salta l'ultima parte della stagione per operarsi alla caviglia. concludendo il 2013 come sessantaquattresima tennista al mondo.

### 2014: quarti di finale al Roland Garros, primo titolo WTA e Top 20 in singolare; due titoli in doppio
Apre il 2014 arrivando ai quarti di finale nel torneo di Auckland, sconfitta da Venus Williams. Conquista il primo titolo in carriera al torneo di Hobart su Klára Koukalová dopo avere superato le qualificazioni e senza aver concesso un set nel tabellone principale e il mese successivo le due si scontrano nuovamente in finale, a Florianópolis, dove la tennista ceca si prende la rivincita in tre set. Il primo Slam della stagione, l'Australian Open, la vede accedere per la prima volta agli ottavi di un Major. Durante il torneo elimina al primo turno l'estone Kaia Kanepi, testa di serie numero 24, e al terzo la danese Caroline Wozniacki (numero 10 del seeding), prima di arrendersi alla polacca Agnieszka Radwańska, quinta forza del tabellone. A fine torneo, sale alla 35ª posizione della classifica.

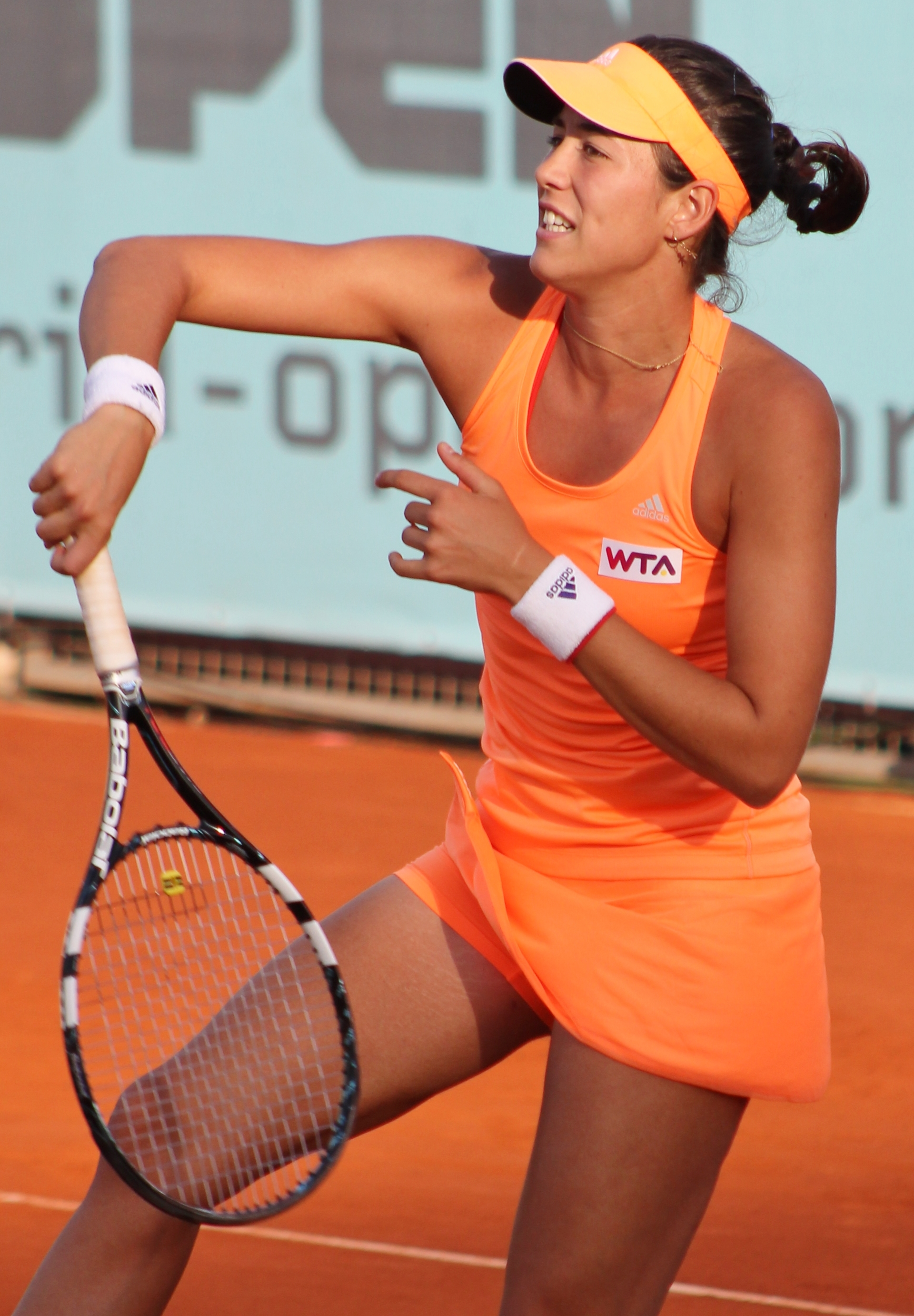
Garbiñe Muguruza nel 2014

A Pattaya viene fermata da Kimiko Date dopo un match combattuto, perso con il punteggio di 6(2)–7 7-5 6(6)–7. Riceve un bye al primo turno di Indian Wells e Miami, ma viene sorpresa da Alisa Klejbanova e Ajla Tomljanović. Continuano le sconfitte a Monterrey, stavolta per mano di Donna Vekić. Si riprende con la semifinale a Marrakech; tuttavia perde contro María Teresa Torró Flor, la quale le infligge un pesante 0-6 3-6. A Madrid e Roma esce di scena al secondo turno venendo estromessa in tre set da Samantha Stosur e Francesca Schiavone.
Al secondo turno del Roland Garros estromette, contro ogni pronostico, la numero 1 del mondo - nonché detentrice del titolo parigino - Serena Williams, vincendo 6-2 6-2. Muguruza vince in due parziali anche l'incontro successivo, opposta alla slovacca Anna Schmiedlová: 6-2 6-4 il punteggio. Accede per la sua prima volta in carriera ai quarti di finale battendo la francese Pauline Parmentier per 6-4 6-2. Tuttavia la sua corsa si arresta per mano della futura vincitrice del torneo parigino Marija Šarapova, che la sconfigge in tre set (1-6 7-5 6-1). In seguito, entra di diritto nella Top 30.
Gioca il torneo di s-Hertogenbosch, venendo fermata dalla qualificata Coco Vandeweghe nei quarti di finale, non riuscendo a eguagliare la semifinale dell'anno precedente. A Wimbledon viene eliminata al primo turno dalla statunitense Coco Vandeweghe.
Nel mese di luglio prende parte al torneo di Stanford, dove viene malamente eliminata ai quarti di finale da Angelique Kerber con un netto 6-2, 6-1. Successivamente viene sconfitta al secondo turno della Rogers Cup di Montréal dalla russa Marija Šarapova in tre set (6-4, 3-6, 6-1). Perde all'esordio a Cincinnati contro la qualificata Annika Beck, mentre raggiunge i quarti di finale a New Haven uscendo di scena contro Camila Giorgi (4-6 7–6(4) 2-6). Agli US Open le viene accreditata la testa di serie n°25, ma viene sorpresa da Mirjana Lučić-Baroni, numero centoventuno del mondo.
Raggiunge la semifinale nel Premier di Tokyo, sconfiggendo tra le altre Jelena Janković; tuttavia subisce la vendetta di Caroline Wozniacki. A Wuhan rimonta la numero due del mondo Simona Halep con il punteggio di 2-6 6-2 6-3, ritirandosi prima del match valido per i quarti di finale contro Elina Svitolina. Recupera in tempo per l'ultimo Premier Mandatory della stagione, il China Open, ma viene sconfitta da Ekaterina Makarova.
Grazie all'ottima stagione disputata e alla conquista di un titolo di categoria International prende parte al Garanti Koza WTA Tournament of Champions. Viene inserita nel gruppo insieme ad Alizé Cornet, Flavia Pennetta ed Ekaterina Makarova e si aggiudica tutti e tre i match, nonostante un bagel incassato contro Pennetta. Disputa così la semifinale, dove perde nettamente contro Andrea Petković. A fine torneo entra nella Top 20, precisamente al ventesimo posto della classifica WTA.

### 2015: prima finale Slam a Wimbledon, vittoria a Pechino e Top 3 in singolare; semifinale alle WTA Finals e Top 10 in doppio
La Muguruza inizia l'anno partecipando al torneo di Sydney. Al primo turno batte Sara Errani 6-0 7-5, al secondo elimina la terza testa di serie del tabellone Agnieszka Radwańska 3-6 7–6(4) 6-2 mentre ai quarti perde contro Angelique Kerber in rimonta: 6-0 1-6 4-6. Partecipa all'Australian Open dove è accreditata della testa di serie numero 24 e al primo turno non ha problemi contro Marina Eraković, che batte 7-5 6-0. Al secondo elimina in tre set (6-1 1-6 6-0) Daniela Hantuchová in una partita davvero rocambolesca. Al terzo turno vince contro la svizzera Timea Bacsinszky imponendosi per 6-3 4-6 6-0. La sua corsa si arresta al quarto turno, dove viene sconfitta da Serena Williams, numero uno del mondo e futura vincitrice del torneo, alla quale la Muguruza è riuscita a strappare il primo set per poi perdere in tre set. In seguito decide di giocare per la Spagna in Fed Cup. Il primo turno la vede opposta alla Romania di Simona Halep, contro la quale Muguruza gioca una delle sue migliori partite (6-4 6-3); supera anche Irina-Camelia Begu nel secondo match.

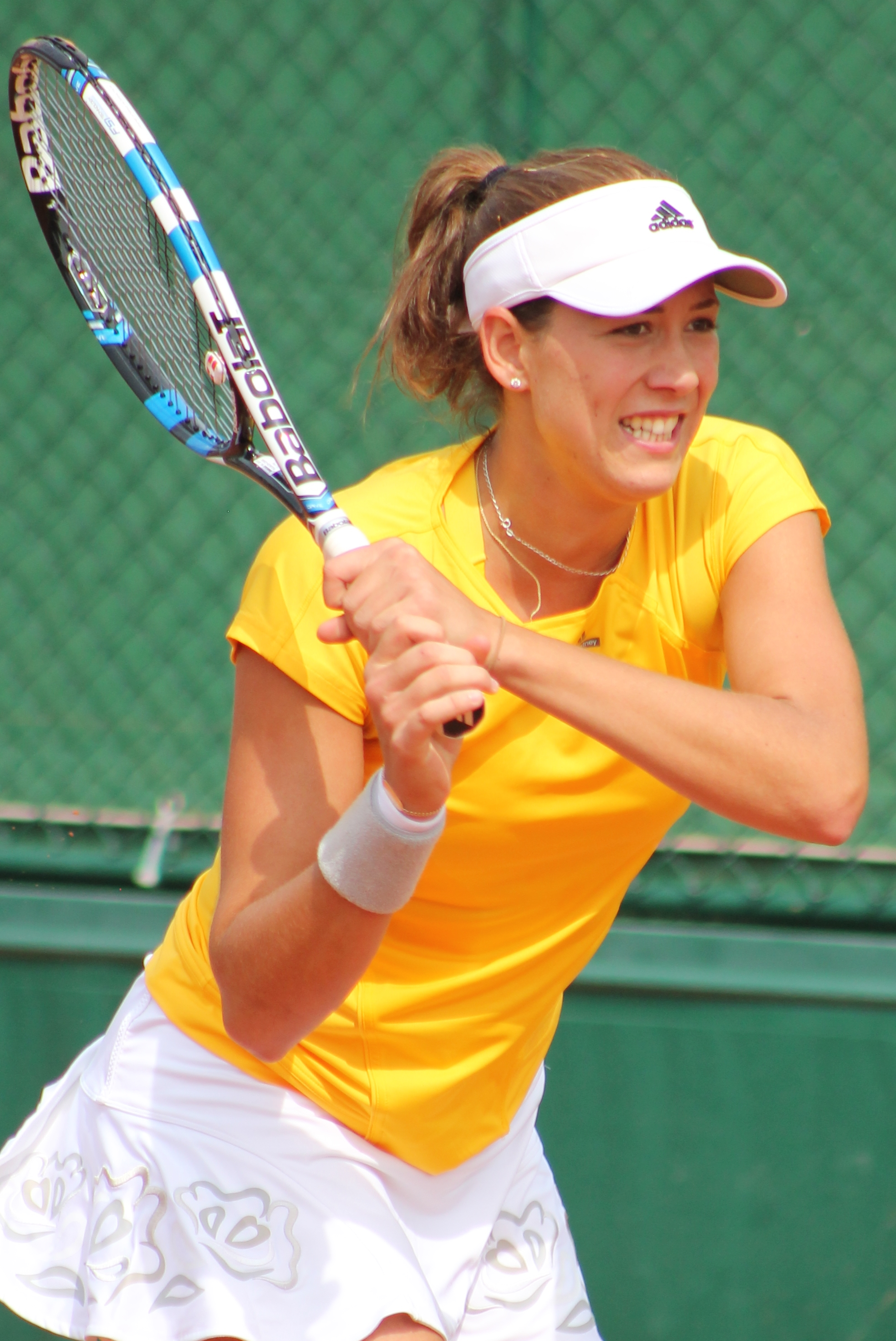
Muguruza all'Open di Francia 2015

Partecipa poi al torneo di Dubai e al primo turno è costretta subito a giocare tre set contro Jarmila Gajdošová ma alla fine la spunta la spagnola per 3-6 6-1 6-2. Al secondo non ha problemi contro Jelena Janković, che batte 6-3 6-1. Agli ottavi non ha i favori del pronostico contro Agnieszka Radwańska, ma sorprendentemente la Muguruza trova una prestigiosa vittoria, anche netta (6-4 6-2). Ai quarti vince una lottatissima partita contro la connazionale Carla Suárez Navarro, in rimonta, 6(4)–7 6-3 6-3. In semifinale perde contro Karolína Plíšková un altro combattutissimo match per 4-6 7-5 5-7. A Doha si ritira nel match di primo turno contro la Suárez Navarro sotto di 5-6 nel primo set.
A Indian Wells parte come testa di serie numero diciannove e riceve quindi un bye per il primo turno. Al secondo elimina la wild card di casa Irina Falconi 4-6 6-2 6-3, ma al turno successivo viene ancora sconfitta da Karolína Plíšková, questa volta in due set. Perfeziona comunque il suo best ranking: numero diciannove del mondo. A Miami viene sconfitta al terzo turno da Sara Errani, testa di serie numero 11, con lo score di 6-4 4-6 1-6. Esordisce sulla terra indoor di Stoccarda vincendo contro Barbora Strýcová in due set, ma al secondo cede 6-3 1-6 3-6 alla testa di serie numero due Simona Halep. A Marrakech è testa di serie numero uno e al primo turno elimina la russa Daria Kasatkina per 6-4 6-1, prima di perdere al secondo turno contro la francese Kristina Mladenovic, non riuscendo a difendere i punti ottenuti l'anno precedente. A Madrid si arrende al secondo turno, sconfitta da Svetlana Kuznecova, futura finalista. In doppio raggiunge la finale insieme a Carla Suárez Navarro, ma le beniamine di casa vengono sconfitte da Casey Dellacqua e Jaroslava Švedova al super tie-break per 10 punti a 5. Nel secondo Slam dell'anno, l'Open di Francia, è accreditata della testa di serie numero 21 e al primo turno elimina la qualificata Petra Martić per 6-2 7-5. Al turno successivo sconfigge l'italiana Camila Giorgi, concedendole appena cinque giochi. Al terzo batte la testa di serie numero 11 Angelique Kerber, con lo score di 4-6 6-2 6-2. Al quarto turno supera un'altra italiana, Flavia Pennetta, per 6-3 6-4, ma la sua corsa si arresta ai quarti di finale, quando perde contro la ceca Lucie Šafářová per 6(3)–7 3-6.
Inaugura la stagione sull'erba nel peggiore dei modi: sconfitta all'esordio a Birmingham da Magdaléna Rybáriková per 3-6 1-6. Successivamente ottiene un bye ad Eastbourne e si impone in rimonta su Polona Hercog, prima di perdere contro la wild card Johanna Konta in tre set. Sui campi in erba di Wimbledon mostra il suo tennis migliore e dopo sei vittorie, di cui quattro su teste di serie più alte di lei (Angelique Kerber, Caroline Wozniacki, Timea Bacsinszky e Agnieszka Radwańska), si presenta in finale contro Serena Williams. Nell'incontro decisivo Muguruza ha avuto qualche occasione durante il primo set ma alla fine ha prevalso la statunitense per 6-4, 6-4. A fine Slam si ritrova a essere la nona forza del ranking, entrando per la prima volta in carriera a fare parte delle prime dieci del mondo. Dopodiché disputa il torneo di Toronto perdendo contro Lesja Curenko nel secondo turno, mentre a Cincinnati cede nel primo turno contro la qualificata Jaroslava Švedova. Allo US Open ottiene una vittoria su Carina Witthöft per 6-2 6-4, prima di venire sconfitta nuovamente da Johanna Konta, stavolta con il punteggio di 6(4)–7 7–6(4) 2-6.
Successivamente inaugura la trasferta asiatica disputando il Premier di Tokyo, dove si sbarazza di Barbora Strýcová, venendo poi sconfitta nei quarti di finale dalla giovane Belinda Bencic, testa di serie numero otto. Raggiunge la finale a Wuhan superando tra le altre Ana Ivanović e Angelique Kerber; tuttavia è costretta a ritirarsi contro Venus Williams dopo essersi trovata sotto nel punteggio per 3-6 0-3. Grazie a tale traguardo raggiunge il quinto posto in classifica. La settimana seguente, a Pechino, dopo avere superato Agnieszka Radwańska, trova la seconda finale consecutiva e terza in stagione: in questo caso prevale su Timea Bacsinszky per 7-5, 6-4, aggiudicandosi il prestigioso China Open e issandosi di conseguenza alla terza posizione del ranking. Grazie agli ottimi risultati ottenuti si qualifica per la prima volta alle WTA Finals, come seconda testa di serie, a causa del forfait di Serena Williams. Raggiunge la semifinale aggiudicandosi tutti i match del girone contro Lucie Šafářová, Angelique Kerber e Petra Kvitová. Nel penultimo atto subisce la vendetta per 7–6(5) 3-6 5-7 di Agnieszka Radwańska, futura campionessa. In doppio, invece, la Muguruza raggiunge la finale insieme a Carla Suárez Navarro, ma senza riuscire a vincere il Master in quanto battute dalla coppia formata dalle veterane Martina Hingis e Sania Mirza (0-6 3-6).

### 2016-2017, il biennio migliore

#### 2016: vittoria al Roland Garros
Il 2016 non inizia nel migliore dei modi per la spagnola: si ritira a Brisbane nel match di secondo turno contro Varvara Lepchenko sul punteggio di 6(9)–7 0-1 in favore all'americana. All'Australian Open, invece, dopo essersi imposta su Anett Kontaveit e Kirsten Flipkens, non riesce a superare il terzo turno, battuta da Barbora Strýcová per 3-6 2-6. In Fed Cup si aggiudica entrambi gli incontri di singolare, giocati a Kraljevo contro Ivana Jorović e Ana Ivanović. A Dubai, Garbiñe viene eliminata già al secondo turno, giocato contro Elina Svitolina (6(3)–7 3-6). A Doha, invece, è Andrea Petković a eliminarla ai quarti di finale con il punteggio di 1-6 7-5 2-6. Precedentemente si era imposta su Nao Hibino per 6-2 6-0 e su Tímea Babos per 6-2 7-5.

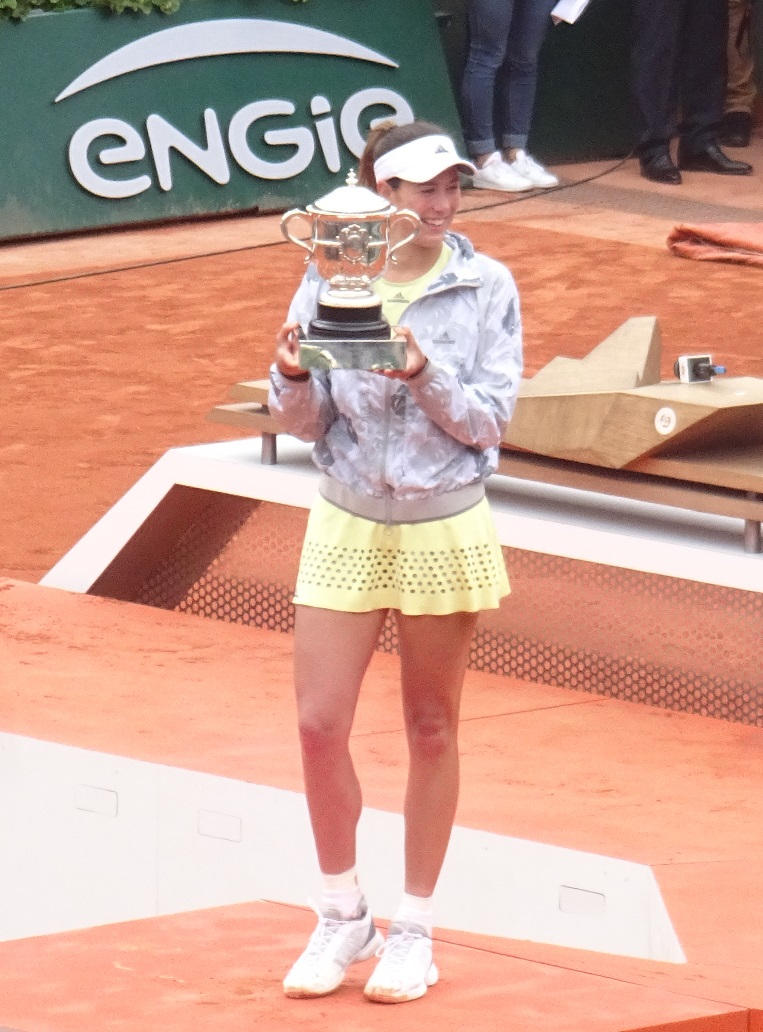
Muguruza con il titolo vinto al Roland Garros 2016

Nei Premier Mandatory americani la spagnola esce sconfitta al secondo turno a Indian Wells per mano di Christina McHale per 5-7 1-6; a Miami, invece, è Viktoryja Azaranka, futura vincitrice del torneo, ad eliminarla con un doppio tie-break al quarto turno. Nella sfida play-off di Fed Cup contro l'Italia Garbiñe vince in modo netto entrambi i match di singolare contro Francesca Schiavone e Roberta Vinci. A Stoccarda Garbiñe viene eliminata da Petra Kvitová in tre set nei quarti di finale. A Madrid, invece, Irina-Camelia Begu la sorprende già al secondo turno, battendola in tre set, con il punteggio di 7-5 6(4)–7 3-6. Disputa gli Internazionali d'Italia, dove viene sconfitta da Madison Keys per 6(5)–7 4-6 in semifinale, avendo eliminato precedentemente Timea Bacsinszky. Si presenta dunque a Parigi senza avere registrato importanti risultati. Nonostante ciò disputa uno dei migliori tornei in carriera: raggiunge la sua seconda finale Slam perdendo solamente un set nella corsa al titolo. Muguruza si impone in ordine su Anna Karolína Schmiedlová per 3-6 6-3 6-3; Myrtille Georges per 6-2 6-0; Yanina Wickmayer per 6-3 6-0; Svetlana Kuznecova, numero quindici del mondo, per 6-3 6-4; Shelby Rogers per 7-5 6-3 e Samantha Stosur, testa di serie numero ventuno, per 6-2 6-4. In finale affronta Serena Williams, numero uno del mondo, contro la quale si impone con il punteggio di 7-5 6-4 conquistando il suo primo torneo del Grande Slam e vendicando il tal modo la finale persa a Wimbledon l'anno precedente. La spagnola sale alla seconda posizione del ranking e riporta il Roland Garros in terra spagnola dopo diciotto anni, quando Arantxa Sánchez Vicario vi era riuscita nell'impresa.
Dopo la vittoria dello Slam parigino partecipa alla prima edizione del torneo di Mallorca; viene sconfitta al primo turno dalla belga Kirsten Flipkens con il punteggio di 6-3 6-4. Esce a sorpresa al secondo turno da Wimbledon per mano della slovacca Jana Čepelová con il punteggio di 3-6 2-6, dopo avere sconfitto nel primo Camila Giorgi per 6-2 5-7 6-4. Questa sconfitta la fa scivolare alla posizione numero tre della classifica. Rappresenta la Spagna alle Olimpiadi di Rio, dove in singolare viene sconfitta al terzo turno dalla futura campionessa, Mónica Puig, che le concede appena due giochi, mentre in coppia con Carla Suárez Navarro raggiunge i quarti di finale.
La seconda parte della stagione è priva di successi. Nel torneo di Cincinnati raggiunge la semifinale, dove viene fermata da Karolína Plíšková che si impone per 1-6 3-6. Partecipa allo US Open uscendo di nuovo al secondo turno per mano di Anastasija Sevastova (5-7 4-6). Nel Premier di Tokyo si rifà sulla Sevastova con un doppio 6-3, prima di perdere contro Elina Svitolina per 2-6 6-4 3-6. Successivamente, a Wuhan, viene eliminata a sorpresa da Jelena Janković per 4-6 6(2)–7. Raggiunge solamente il terzo turno a Pechino, sconfitta da Petra Kvitová in due facili set, mentre a Linz arriva ai quarti di finale dove cede a Viktorija Golubic. Grazie alla vittoria del Roland Garros, si qualifica come settima del ranking alle WTA Finals. Tuttavia, non supera il girone ottenendo solamente una vittoria in tre match, ovvero quella contro Svetlana Kuznecova per 3-6 6-0 6-1, mentre viene sconfitta da Agnieszka Radwańska (6(1)–7 3-6) e Karolína Plíšková (2-6 7–6(4) 5-7).

#### 2017: vittoria a Wimbledon e numero uno al mondo

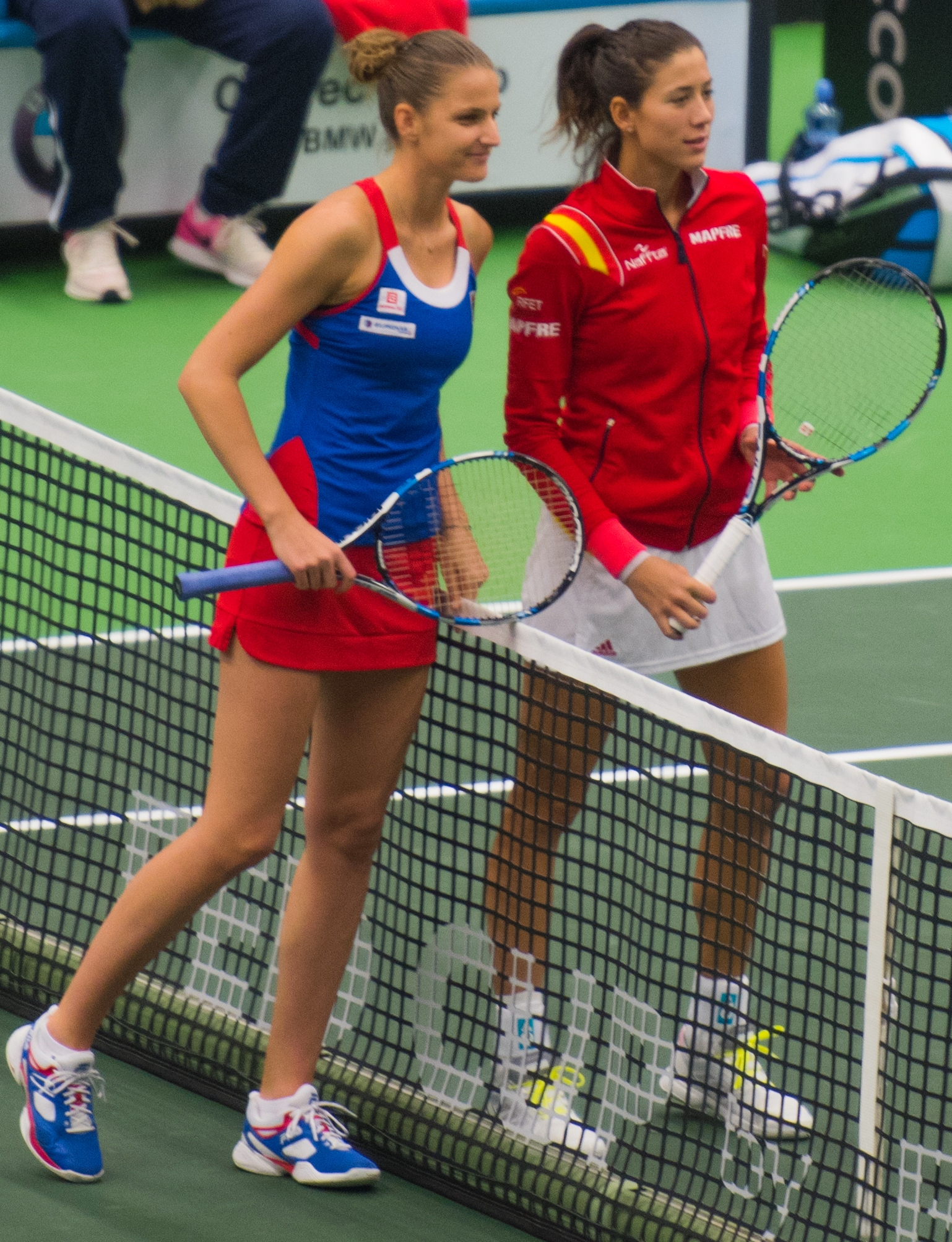
Garbiñe Muguruza e Karolína Plíšková (a sinistra) in Fed Cup

Inizia l'anno con un ritiro in semifinale a Brisbane contro Alizé Cornet, mentre quest'ultima era avanti per 4-1, dopo avere vinto due match lottati contro Samantha Stosur (7-5 6(2)–7 7-5) e Dar'ja Kasatkina (7-5 3-6 7–6(7)) ed essersi imposta sulla testa di serie numero cinque Svetlana Kuznecova per 7-5 6-4. All'Australian Open fa meglio rispetto all'anno precedente arrivando fino ai quarti di finale, dove viene superata con molta facilità da Coco Vandeweghe per 4-6 0-6. Vola ad Ostrava, dove incassa la prima sconfitta in singolare in Fed Cup per mano di Karolína Plíšková in due set, riuscendo comunque a sconfiggere successivamente Barbora Strýcová per 6-0 3-6 6-1.
A Doha viene eliminata al terzo turno da Zhang Shuai, che la batte al terzo set 5-7. A Dubai si ritira nuovamente sul risultato di 4-1 per l'avversaria, stavolta contro Kateryna Bondarenko. Sul continente americano ottiene discreti successi. A Indian Wells viene eliminata in due tie-break da Karolína Plíšková ai quarti di finale, dopo avere estromesso la numero dieci del mondo Elina Svitolina per 7–6(5) 1-6 6-0. Al terzo turno del torneo di Miami si ritira contro Caroline Wozniacki su un risultato di 6(1)–7 per la danese. Esce dal torneo di Stoccarda al terzo turno venendo eliminata dalla qualificata Anett Kontaveit per 1-6 al terzo set. A Madrid delude le aspettative uscendo al primo turno, venendo battuta da Timea Bacsinszky in due set (1-6 3-6). A Roma si presenta come terza testa di serie. Si spinge fino alla semifinale, dove è costretta al ritiro contro l'ottava testa di serie, Elina Svitolina, sul risultato di 4-1 per l'avversaria. Arriva a Parigi per disputare l'Open di Francia in veste di campionessa in carica, ma non va oltre il quarto turno venendo battuta dalla beniamina di casa Kristina Mladenovic per 3-6 nel terzo set, in un match particolarmente turbolento al termine del quale Muguruza è scoppiata a piangere.

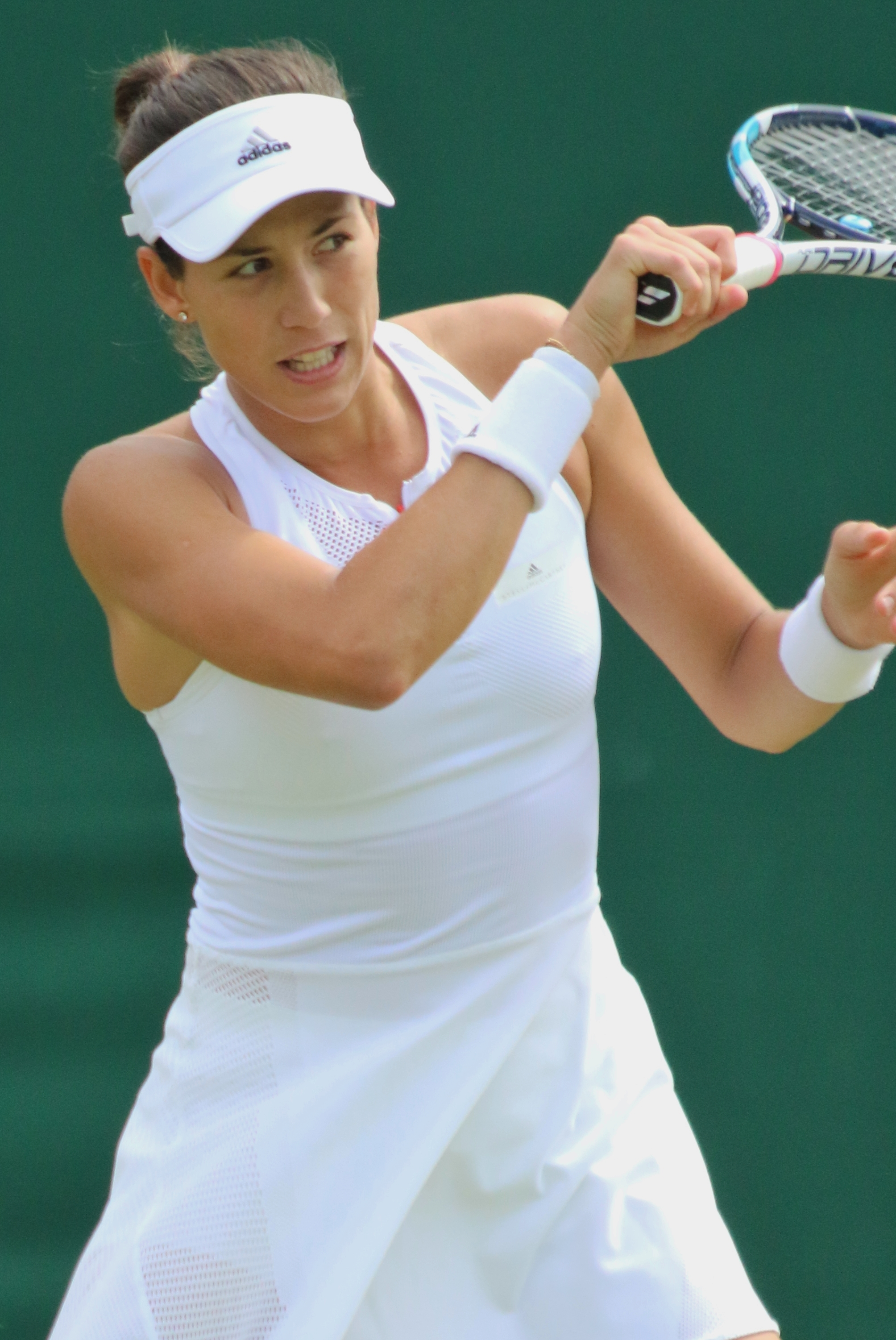
Garbiñe Muguruza al Torneo di Wimbledon 2017, suo secondo Slam vinto in carriera

Centra la seconda semifinale dell'anno a Birmingham dove viene sconfitta da Ashleigh Barty in tre set (6-3 4-6 3-6). Qui partecipa anche nel doppio in coppia con Dominika Cibulková, ma le due non si spingono oltre ai quarti di finale. A Eastbourne viene eliminata al secondo turno riuscendo a vincere un solo gioco contro Barbora Strýcová. Questo scarso rendimento la fa scivolare alla 15ª posizione, uscendo così dalla top ten. A Wimbledon sorprendentemente riesce a vincere il titolo più importante della sua carriera sconfiggendo Venus Williams nettamente per 7-5 6-0. Diventa così la prima tennista in grado di battere entrambe le sorelle Williams in due finali Slam. Nel corso del prestigioso torneo londinese estromette nell'ordine Ekaterina Aleksandrova e Yanina Wickmayer per 6-2 6-4; Sorana Cîrstea per 6-2 6-2; Angelique Kerber, numero uno del mondo, per 4-6 6-4 6-4; Svetlana Kuznecova per 6-3 6-4 e, in semifinale, la sorpresa Magdaléna Rybáriková con un doppio 6-1. Questa vittoria le permette riportarsi in top 5, precisamente alla quinta posizione.
Continua il periodo di forma sul cemento nordamericano. A Stanford si arresta solo in semifinale contro la futura campionessa Madison Keys per 3-6 2-6. A Toronto giunge fino ai quarti di finale dove trova Elina Svitolina che la batte per 6-4 4-6 3-6. La settimana successiva, superando la nuova numero uno del mondo Karolína Plíšková, vince anche il torneo di Cincinnati battendo in finale Simona Halep con un perentorio 6-1, 6-0 e impedendole di diventare la nuova numero uno del ranking mondiale. Si spinge in tal modo fino alla terza posizione. Si presenta allo US Open, dove viene eliminata al quarto turno per mano di una rientrante Petra Kvitová. Al termine del torneo, si issa comunque alla prima posizione del ranking mondiale, che mantiene per quattro settimane prima di cederla alla Halep. Contestualmente diventa la prima tennista a qualificarsi per le WTA Finals.
A Tokyo si spinge fino alla semifinale, dove la danese Caroline Wozniacki la sconfigge per 2-6 0-6. Si presenta a Wuhan beneficiando della prima testa di serie, ma si ferma ai quarti di finale per mano di Jeļena Ostapenko. A Pechino si ritira nel match d'esordio contro la Strýcová che era avanti nel punteggio per 6-1, 2-0. Approda a Singapore per chiudere la sua stagione: qui viene inserita nel gruppo bianco con Karolína Plíšková, Venus Williams e la Ostapenko, ma viene eliminata al round robin riuscendo a vincere solamente uno dei tre match disputati, ovvero quello contro la lettone.

### 2018-2019, periodo negativo

#### 2018: semifinale al Roland Garros e sesto titolo in singolare
Inizia l'anno come i quattro anni precedenti: si ritira a Brisbane contro Aleksandra Krunić sul punteggio di 7-5 6(3)–7 2-1, stavolta al terzo turno. Partecipa anche nel doppio in coppia con Carla Suárez Navarro, ma a causa del proprio ritiro, il match viene annullato. Anche a Sydney si ritira, questa volta nei quarti di finale contro Dar'ja Gavrilova senza nemmeno scendere in campo. All'Australian Open sorprendentemente esce al secondo turno per mano di Hsieh Su-wei per 6(1)–7 4-6. In Qatar approfitta del ritiro in semifinale di Simona Halep, ma non riesce a vincere il titolo perdendo contro Petra Kvitová nel terzo set per 4-6. Questo risultato le permette comunque di rientrare tra le prime tre del mondo, dopo un anno dall'ultima volta. A Dubai si presenta come seconda testa di serie. Qui perde, dopo avere avuto più match point, in semifinale contro Dar'ja Kasatkina dopo un lottatissimo secondo set perso per 11-13 nel tie break. Dopo due deludenti tornei a Indian Wels e Miami decide di giocare il torneo di Monterrey e, dopo avere battuto senza cedere un alle avversarie affrontate prima della finale, batte Tímea Babos 3-6 6-4 6-3 vincendo il suo sesto titolo in carriera.

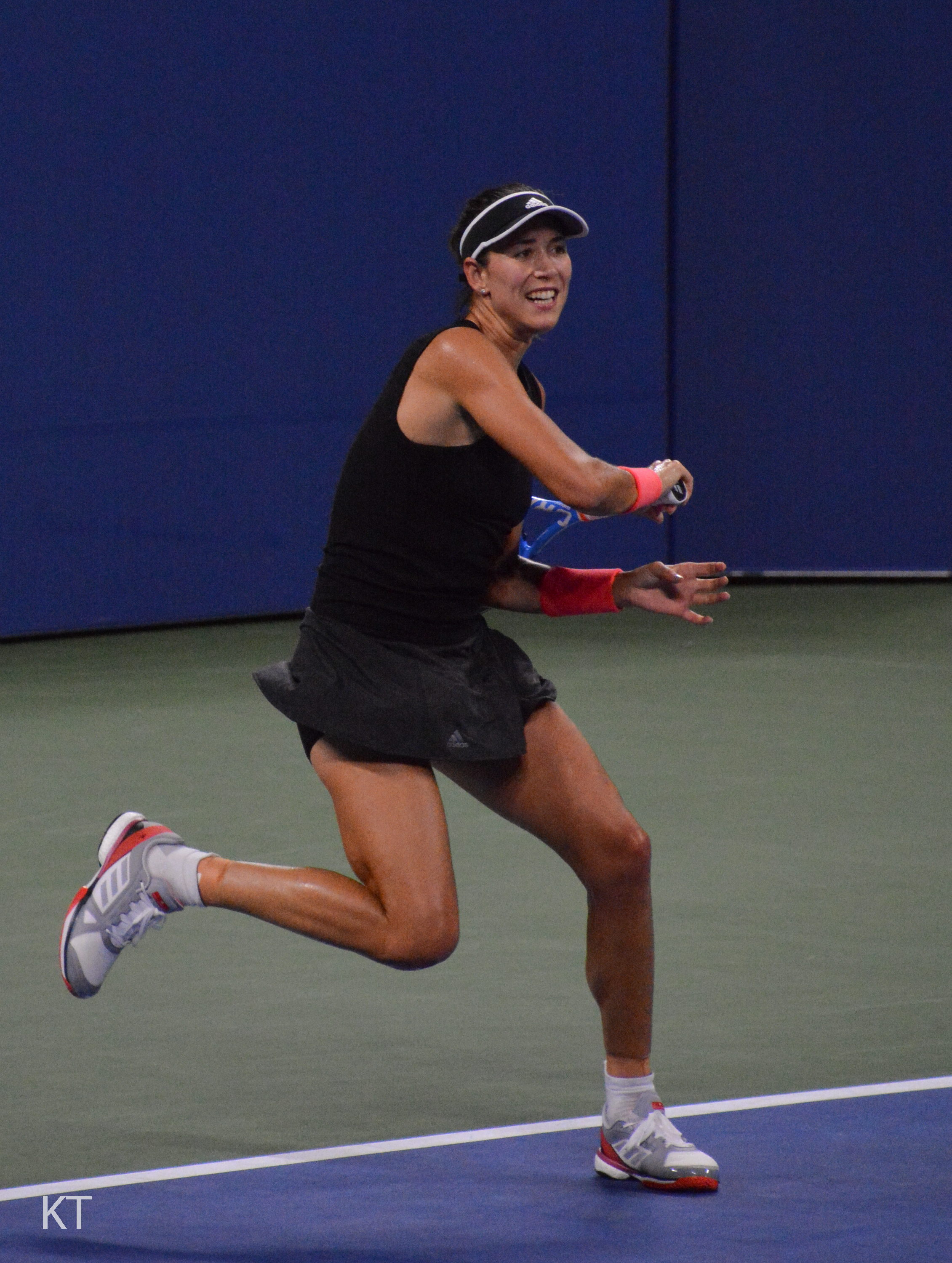
Muguruza allo US Open 2018

A metà della prima parte della stagione inizia un periodo di crisi per la Muguruza. Nel torneo di Stoccarda è costretta al ritiro dopo il primo set contro Anastasija Pavljučenkova sul punteggio di 5-7 per la russa. Nel Premier Mandatory di Madrid, dopo essersi sbarazzata di Peng Shuai e Donna Vekić, raggiunge il terzo turno venendo fermata da Dar'ja Kasatkina per 2-6 6-4 3-6. Agli Internazionali d'Italia viene sorpresa da Dar'ja Gavrilova in un drammatico tie-break nel terzo set perso per 6-8. Testa di serie numero tre, al Roland Garros raggiunge facilmente la semifinale senza perdere un set e usufruendo del ritiro di Lesja Curenko negli ottavi di finale. Ai quarti di finale annichilisce Marija Šarapova con un perentorio 6-2 6-1, mentre nella sesta semifinale Slam in carriera viene fermata dalla numero uno del mondo e futura campionessa Simona Halep che si impone per 1-6 4-6. Inizia la stagione sull'erba a Birmingham dove perde al secondo turno da Barbora Strýcová per 2-6 4-6. Campionessa in carica a Wimbledon, elimina Naomi Broady per poi subire una rimonta da parte di Alison Van Uytvanck per 7-5 2-6 1-6: per la belga si tratta della vittoria più importante in carriera.
Partecipa al torneo di Cincinnati saltando i tornei di San Jose e Montréal. In Ohio viene sconfitta da Lesja Curenko che le infligge una rimonta per 6-2 4-6 4-6. Uscita dalla top 10 e scesa alla posizione numero dodici, partecipa all'ultimo Slam dell'anno, lo US Open, venendo eliminata a sorpresa nel secondo turno da Karolína Muchová (all'epoca 202ª del ranking) per 6-3 4-6 4-6. Disputa il torneo di Tokyo dove si impone su Belinda Bencic per 6-2 6-4, prima di venire sconfitta nettamente a sorpresa da Alison Riske che le lascia solo tre giochi. Nel torneo di Wuhan, invece, si vendica di Alison Van Uytvanck per 6-4 6-0 e si sbarazza di Viktorija Golubic per 6-0 6-1, per poi venire eliminata da Kateřina Siniaková con il punteggio di 6(3)–7 6(1)–7. Non fa meglio nemmeno a Pechino, dove, dopo avere eliminato Ekaterina Makarova, viene estromessa da Aryna Sabalenka per 5-7 4-6. Raggiunge la semifinale nel torneo di Hong Kong imponendosi su Sara Sorribes Tormo per 6-3 6-1, Ana Bogdan per 6-2 6-1 e Luksika Kumkhum per 6-2 7-5. Successivamente Wang Qiang, con un punteggio di 7–6(5) 4-6 5-7, le impedisce di raggiungere la terza finale stagionale. Non brilla a Lussemburgo dove viene sconfitta nel secondo turno da Dajana Jastrems'ka per 2-6 3-6. Scesa alla 17ª posizione del ranking, partecipa al WTA Elite Trophy, torneo secondario alle Finals. Nel primo match vince in rimonta contro Zhang Shuai per 3-6 6-3 6-2, mentre nel secondo si impone a fatica contro Anastasija Sevastova con il punteggio di 6(4)–7 6-2 7–6(1), cancellando tre match point all'avversaria. Tuttavia viene sconfitta in semifinale da un'ottima Wang Qiang, che le lascia solo due giochi.
Termina la stagione 2018 crollando alla posizione numero diciotto.

#### 2019: settimo titolo e crollo fino alla Top 40
Inizia la stagione a Sydney, dove si impone sulla connazionale Carla Suárez Navarro per 6-3 6-4, per poi ritirarsi senza scendere in campo contro Kiki Bertens. All'Australian Open si sbarazza di Zheng Saisai per 6-2 6-3, Johanna Konta per 6-4 6(3)–7 7-5 e di Timea Bacsinszky per 7–6(5) 6-2; cede a Karolína Plíšková per 3-6 1-6. Partecipa alla prima edizione del torneo di Hua Hin dove viene sconfitta a sorpresa nei quarti di finale da Dajana Jastrems'ka, con il punteggio di 6(5)–7 1-6. Precedentemente aveva eliminato le due tedesche Sabine Lisicki (6-3 6-4) e Mona Barthel (6-3 7-5).
Prende parte al torneo di Dubai, dove si rifà sulla Jastrems'ka per 4-6 6-3 6-3 ed estromette Zheng Saisai per 7-5 6-2, ma viene eliminata a sua volta da Elina Svitolina, che le lascia tre game. Successivamente, a Indian Wells, estromette Lauren Davis, usufruisce del ritiro di Serena Williams sul punteggio di 6-3 1-0 ed elimina in rimonta Kiki Bertens. Nonostante il promettente inizio viene sconfitta nei quarti di finale da Bianca Andreescu, sorpresa e vincitrice del torneo, che le infligge un bagel nel primo set e le concede un solo gioco nel secondo. Nel successivo Premier Mandatory, Miami, viene sconfitta all'esordio da Monica Niculescu per 6(0)–7 6-4 2-6. Di conseguenza scende alla 20ª posizione del ranking. Si presenta a Monterrey per difendere i punti e il titolo conquistato l'anno precedente. Nel corso del torneo si impone su Elena Gabriela Ruse per 6-4 7–6(4), Margarita Gasparjan per 6-3 6(1)–7 6-2, Kristina Mladenovic per 6-1 7–6(5) e Magdaléna Rybáriková per 6-2 6-3. Il 7 aprile affronta in finale Viktoryja Azaranka, reduce della vittoria sulla favorita e numero cinque del mondo Angelique Kerber, infliggendole un severo 6-1 3-1 a causa del ritiro della bielorussa. In tal mondo per la prima volta in carriera riesce a difendere un titolo.

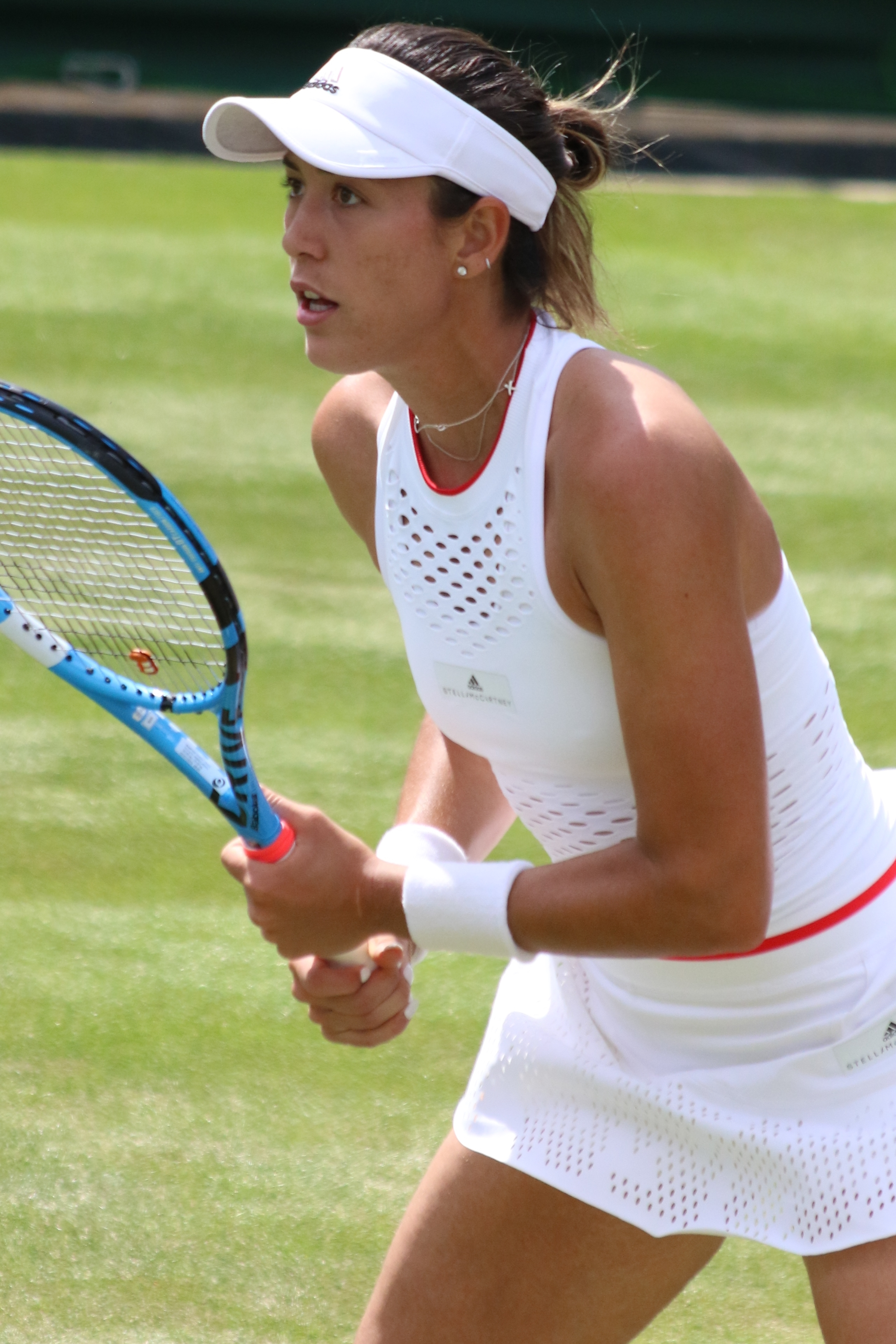
Muguruza a Londra nel 2019

Delude le aspettative a Madrid, venendo estromessa all'esordio da un'ottima Petra Martić per 5-7 6(2)–7. A Roma, invece, supera Zheng Saisai e Danielle Collins, prima di ritirarsi contro l'Azaranka sul punteggio di 4-6 1-3 in favore alla bielorussa. Partecipa al Roland Garros raggiungendo il quarto turno, senza riuscire a difendere la semifinale dell'anno precedente. In questa occasione si impone su Taylor Townsend per 5-7 6-2 6-2, Johanna Larsson per 6-4 6-1 e la Top ten Elina Svitolina con un doppio 6-3. In seguito cede alla finalista del 2018, Sloane Stephens, che ha la meglio con il punteggio di 6-4 6-3.
La spagnola decide di non partecipare ai Premier di Eastbourne e Birmingham e all'International di Maiorca, in preparazione dello Slam londinese. Di conseguenza scivola fino alla 27ª posizione del ranking. Durante questa piccola pausa dal tennis, abbandona il suo storico allenatore Sam Sumyk. A Wimbledon non va oltre il primo turno, sconfitta a sorpresa da Beatriz Haddad Maia (4-6 4-6), la quale verrà successivamente sospesa per doping; non fa meglio nemmeno a Cincinnati, dove si arrende alla futura campionessa Madison Keys, la quale ha la meglio con il punteggio di 6(4)–7 7–6(5) 6-4. In seguito a ciò, si separa dal suo allenatore Sam Sumyk.
Successivamente viene sconfitta nuovamente in rimonta al primo turno allo US Open, a Osaka da Alison Riske (6-2 1-6 3-6) e da Hsieh Su-wei (6-3 6(1)–7 1-6). Negli ultimi tornei della stagione, la spagnola ottiene solamente una vittoria, ovvero all'esordio a Wuhan contro Peng Shuai per 6-3 6-2, per poi venire eliminata in due set da Elina Svitolina, mentre a Pechino cede a Sofia Kenin con il punteggio di 0-6 6-2 2-6. In seguito, annuncia che la stagione 2019 per lei è terminata con la prematura sconfitta a Pechino, poiché la gamba destra continua a darle problemi.
A causa di questi deludenti risultati, complice anche uno stato-forma non ottimale, Muguruza crolla fino alla 36ª posizione del ranking, la più bassa dal 12 maggio 2014. Inoltre, nel suo box ritorna Conchita Martínez per la nuova stagione.

### 2020-2021, rinascita

#### 2020: finale all'Australian Open e ritorno in top 15

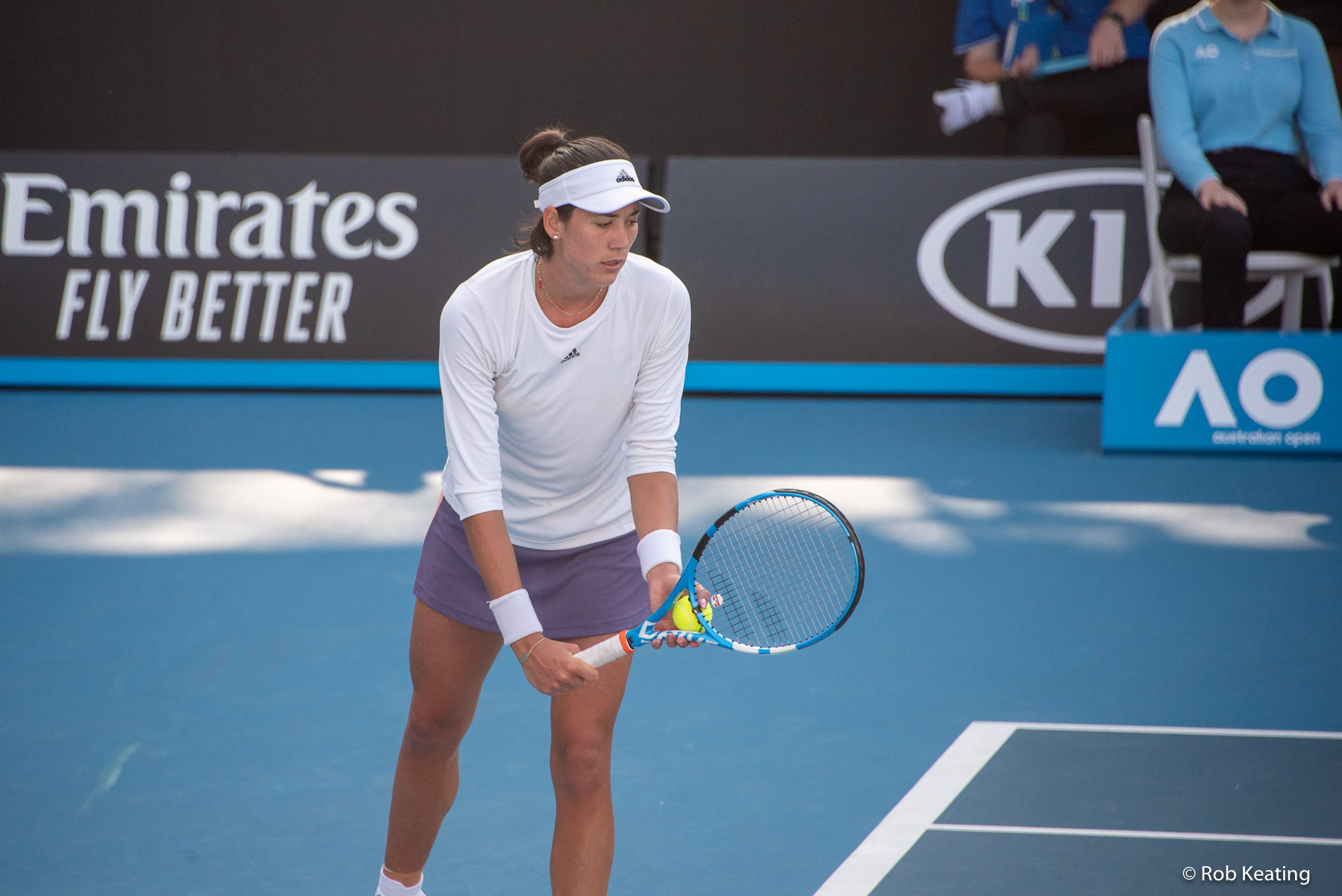
Muguruza nel corso del primo turno agli Australian Open 2020, edizione in cui ha raggiunto la sua quarta finale Slam

La Muguruza inaugura la stagione 2020 nel migliore dei modi, con una semifinale a Shenzhen e un quarto di finale a Hobart. Approda poi all'Australian Open: qui al primo turno si sbarazza di Shelby Rogers (pur essendo partita sotto di 0-6), poi sconfigge Ajla Tomljanović e si libera facilmente della quinta testa di serie Elina Svitolina per 6-1 6-2. Al quarto turno supera anche la nona testa di serie Kiki Bertens e ai quarti di finale Anastasija Pavljučenkova, giungendo alla sua prima semifinale a Melbourne, dove ha la meglio sulla quarta testa di serie Simona Halep per 7–6(8) 7-5. Ritrovata la finale in uno Slam dopo quasi tre anni dall'ultima volta, affronta la giovane statunitense Sofia Kenin, venendo sconfitta in rimonta con il punteggio di 6-4 2-6 2-6. In seguito a questo risultato, risale le classifiche fino alla sedicesima posizione, rientrando in tal modo tra le prime venti tenniste del mondo.
Ritorna in campo al torneo di Dubai, dove all'esordio si scontra con l'ex numero uno del mondo Kim Clijsters, rientrata nel circuito professionistico a distanza di otto anni, e vincendo per 6-2 7–6(6). Nel secondo turno ha la meglio in tre set sulla giovane Veronika Kudermetova, mentre nei quarti di finale cede a sorpresa alla qualificata Jennifer Brady. La settimana successiva, a Doha, si impone in tre set su Dar'ja Kasatkina e poi sconfigge facilmente Ajla Tomljanović e Dajana Jastrems'ka. Nei quarti cede però alla numero uno del mondo Ashleigh Barty in tre set.
Successivamente scoppia la pandemia di COVID-19, causando la cancellazione o il rinvio dei tornei della stagione fino a settembre. Tra questi anche gli Slam di Parigi e Londra (torneo non disputato solamente nel 1945 per la Seconda guerra mondiale) e le Olimpiadi di Tokyo, posticipate al 2021. Per quanto riguarda la classifica, la WTA decide di congelare le posizioni tenute dalle tenniste al 9 marzo 2020.
Muguruza ritorna in campo solo a fine agosto per disputare gli US Open, dove supera con un doppio 6-4 Nao Hibino, per poi cedere all'ex semifinalista di Wimbledon 2010 e sorpresa del torneo Cvetana Pironkova (5-7 3-6). La settimana dopo si presenta sulla terra rossa di Roma bissando quattro vittorie su Sloane Stephens per 6-3 6-3; Cori Gauff per 7–6(3) 3-6 6-3; Johanna Konta, finalista dell'edizione 2019, per 6-4 6-1 e Viktoryja Azaranka, finalista uscente a New York, in rimonta con il punteggio di 3-6 6-3 6-4. Approda in semifinale, dove viene sconfitta da Simona Halep in tre parziali, in un match rocambolesco conclusosi per 3-6, 6-4, 4-6 in favore della rumena. Al termine del torneo, Garbiñe scala altre due posizioni in classifica spingendosi fino alla quindicesima.
Garbiñe partecipa all'ultimo slam annuale, il Roland Garros, dove è accreditata della testa di serie numero 11. Al primo turno vince una partita molto tirata contro Tamara Zidansek, terminata con lo score di 7-5 4-6 8-6 in favore dell'iberica dopo 3 ore di partita. Al secondo turno si impone su Kristýna Plíšková in due set mentre al terzo turno esce di scena contro Danielle Collins per 5-7 6-2 4-6, dopo avere sprecato un vantaggio di 3-0 nel set decisivo.
Conclude la stagione al quindicesimo posto della classifica mondiale.

#### 2021: tre titoli WTA, quattrocento vittorie in carriera, ritorno in Top 3 e trionfo alle WTA Finals
Accreditata della quinta testa di serie, inaugura l'anno con una vittoria in due parziali su Kristina Mladenovic nella prima edizione del torneo WTA 500 di Abu Dhabi, precedentemente noto come torneo di esibizione. Nel turno successivo, si impone agevolmente su Aljaksandra Sasnovič a cui concede appena cinque giochi, per poi cedere contro Maria Sakkarī con il punteggio di 5-7 4-6, che le nega l'accesso ai quarti di finale. Prende poi parte al Yarra Valley Classic, guadagnandosi la finale senza troppe fatiche e risalendo al 14º posto in classifica. Difatti, la spagnola non lascia più di due game per set alle avversarie, imponendosi rispettivamente su: Alison Van Uytvanck, Anastasija Pavljučenkova, Sofia Kenin (numero quattro del mondo) e su Markéta Vondroušová, alla quale infligge un bagel. Nell'ultimo atto sfida la padrona di casa e numero uno del ranking, Ashleigh Barty, in finale con un giorno di anticipo grazie al ritiro di Serena Williams. Contro l'australiana, tuttavia, Muguruza cede in due parziali (6(3)–7 4-6). Arriva fiduciosa agli Australian Open e supera con agilità Margarita Gasparjan e Ljudmila Samsonova, concedendo appena quattro game a partita alle avversarie. Contro Zarina Dijas, nel terzo turno, la spagnola è ancora più devastante, tant'è che infligge un doppio 6-1 alla kazaka. Accede così agli ottavi di finale, dove affronta Naomi Ōsaka, numero tre del mondo. Contro la nipponica, Muguruza si porta subito avanti per 6-4, per poi cedere alla distanza con il punteggio finale di 6-4 4-6 5-7, sprecando due match point. A fine torneo, scivola alla sedicesima posizione del ranking.
Archiviate le opportunità australiane mancate, raggiunge la seconda finale della stagione a Doha. La spagnola si impone su Veronika Kudermetova per 6-2 7–6(4), estromette la numero otto del mondo e campionessa in carica, Aryna Sabalenka, con lo score di 6-2 6(5)–7 6-3 e pareggia il bilancio di vittorie e sconfitte contro Maria Sakkarī, vendicandosi in due comodi parziali sulla greca. Non disputa la semifinale che la vedeva opposta a Viktoryja Azaranka a causa del ritiro di quest'ultima, per poi raggiungere Petra Kvitová in finale, in un rematch dell'ultimo atto dell'edizione 2018, vinto dalla ceca. In finale si deve arrendere nuovamente a Kvitová con il netto punteggio di 2-6 1-6. Prende parte al WTA 1000 di Dubai dove supera con agilità Irina-Camelia Begu per 6-3 7-5 ed Amanda Anisimova per 6-4 6-2. Successivamente si scontra con Iga Świątek, in quello che da molti viene acclamato come il match del torneo, ma la partita non sarà all'altezza delle aspettative: la spagnola vince senza troppe complicazioni, annichilendo la polacca con lo score di 6-0 6-4. Nei quarti di finale, trova nuovamente Aryna Sabalenka, riuscendo ad estrometterla in rimonta per 3-6 6-3 6-2, mentre in semifinale riesce ad avere la meglio su Elise Mertens con il punteggio di 6-4 7–6(5). Raggiunge così la terza finale stagionale (per la prima volta dal 2015), dove batte Barbora Krejčíková, sorpresa del torneo, per 7–6(6) 6-3, conquistando l'ottavo titolo in carriera e issandosi al tredicesimo posto mondiale.
A questo punto approda sul cemento di Miami. In qualità di dodicesima testa di serie, ottiene un bye al primo turno e si impone con facilità su Wang Xinyu all'esordio. Nel terzo turno è chiamata ad affrontare la wildcard Anna Kalinskaja, numero 72 del mondo. Un match che sembrava promettere una netta vittoria della spagnola ai danni della russa, si trasforma in un vero e proprio braccio di ferro terminato dopo tre ore di gioco per 4-6 6-3 6-4, con la Muguruza che ha dovuto rimontare, oltre al primo set, anche uno svantaggio di 0-3 nel parziale decisivo, siglando così la 20ª vittoria della stagione. Negli ottavi di finale affronta la numero nove del mondo, Bianca Andreescu, venendo rimontata dalla canadese con il punteggio di 6-3 3-6 2-6, non riuscendo a spezzare la maledizione del quarto turno a Miami. A fine torneo migliora la posizione nel ranking mondiale issandosi al 12º posto, a distanza dalla top 10 di 131 punti.
La spagnola inizia la stagione su terra a Charleston: dopo il bye all'esordio (in quanto sesta testa di serie), elimina la qualificata Magdalena Fręch in due set prima di essere costretta al ritiro per un infortunio alla gamba sinistra nel match contro Julija Putinceva, contro cui aveva vinto il primo set per 6-0. La spagnola è costretta a dare forfait nel torneo di casa di Madrid salvo poi tornare in campo a Roma: dopo una comoda vittoria su Patricia Maria Țig (6-1 6-2), batte Bernarda Pera in rimonta (2-6 6-0 7-5) prima di perdere dalla numero sei del mondo Elina Svitolina (4-6 2-6). Al Roland Garros, esce di scena già all'esordio per mano della giovane Marta Kostjuk, che le lascia appena cinque giochi: per la prima volta in carriera Muguruza perde in un primo turno a Parigi.
Dopo i deludenti risultati ottenuti sul rosso, si sposta sull'erba del nuovo torneo 500 di Berlino; ritrova la prima vittoria in un mese ai danni della romena Sorana Cîrstea, che supera in due comodi set. In seguito, batte Elena Rybakina (6-4 6-3), accedendo ai quarti di finale, dove si arrende ad Alizé Cornet nel tie-break del terzo set. A Wimbledon, la spagnola raggiunge il terzo turno con due agevoli vittorie su Fiona Ferro (6-0 6-1) e su Lesley Kerkhove (6-1 6-4); la sua avventura termina ai sedicesimi, dove perde da Ons Jabeur per 7-5 3-6 2-6. Il 12 luglio ritorna nella top 10 del ranking mondiale, precisamente alla decima posizione, per la prima volta da agosto 2018. Garbiñe gioca poi a Tokyo nel torneo olimpico, dove gareggia sia in singolare che in doppio; nell'evento individuale, la spagnola si spinge fino ai quarti di finale battendo Veronika Kudermetova (7-5 7-5), Wang Qiang (6-3 6-0) e Alison Van Uytvanck (6-4 6-1); tra le ultime otto, cede a Elena Rybakina in due set; nel doppio, assieme a Carla Suarez Navarro, arrivano al secondo turno, dove si arrendono alle future finaliste Bencic/Golubic.
La spagnola partecipa poi alla Rogers Cup, dove si arrende subito alla ceca Siniaková (2-6 6-0 3-6). A Cincinnati ha un bye all'esordio in quanto ottava testa di serie; al secondo turno elimina Caroline Garcia per 6-4 6-3. Agli ottavi, trova la campionessa del Roland Garros Barbora Krejčíková, numero nove del seeding: Garbiñe si arrende alla ceca, con lo score di 1-6 7-6(5) 2-6. Agli US Open, supera Donna Vekić in due tie-break e poi la tedesca Petković per 6-4 6-2: non andava così lontano nell'ultimo slam dell'anno dal 2017. Al terzo turno, si impone sulla finalista in carica Viktoryja Azaranka (6-4 3-6 6-2), approdando agli ottavi, miglior risultato in carriera a New York. Nella circostanza, viene nuovamente battuta da Krejčíková, con il punteggio di 3-6 6(4)-7; il match viene ricordato per il medical time-out (durato sei minuti) richiesto dalla ceca per un presunto malore in campo sul punteggio di 6-5 in favore di Muguruza, con quest'ultima che ha descritto l'accaduto come «poco professionale».
Accreditata dalla seconda testa di serie, partecipa alla prima edizione del torneo WTA 500 di Chicago, esordendo con un discreto 6-4 6-4 ai danni di Ann Li. Dopo aver beneficiato del forfait di Victoria Azarenka negli ottavi di finale, concede appena cinque games alla giapponese Mai Hontama per guadagnarsi l'accesso in semifinale. Per la seconda volta nella settimana, passa il turno senza scendere in campo a causa del ritiro della sua avversaria Marketa Vondrousova, giungendo così all'atto conclusivo del torneo. Qui affronta Ons Jabeur, numero 6 del seeding, contro la quale è costretta alla rincorsa fin dall'inizio, in quanto la tunisina si aggiudica il primo set; nel secondo Muguruza cede nuovamente un break all'avversaria, che si appresta a servire per il 4-2, ma l'ex numero uno del mondo ha una reazione d'orgoglio e inanella 10 games consecutivi, terminando il match con lo score di 3-6 6-3 6-0. In tal modo, si aggiudica il secondo torneo della stagione e sale al sesto posto del ranking, guadagnando tre posizioni.

##### Storica vittoria alle WTA Finals
Dopo due deludenti risultati a Indian Wells e Mosca, a novembre prende parte alle WTA Finals di Guadalajara ed è inserita nel gruppo Teotihuacán con Karolína Plíšková, Anett Kontaveit e Barbora Krejčíková. Nel primo scontro con Plíšková, la spagnola cede al tie-break del terzo set in un match estremamente combattuto (6-4 2-6 6(6)-7). Nel secondo match, Muguruza centra la sua prima vittoria contro Krejčíková (2-6 6-2 6-4), giocandosi le speranze dei qualificazione per la semifinale nell'ultima sfida del girone contro la finora imbattuta Kontaveit. Garbiñe riesce a infliggere all'estone la prima sconfitta della sua avventura messicana, battendola con un doppio 6-4 (vendicando il pesante 1-6 1-6 subito a Mosca poche settimana prima), e sigla la sua quarantesima vittoria stagionale. Grazie a una migliore differenza set rispetto a Plíšková, Muguruza si classifica seconda nel girone e centra l'accesso alle semifinali delle WTA Finals per la seconda volta in carriera, a sei anni di distanza da quelle colte a Singapore. In semifinale affronta la connazionale Paula Badosa: è la prima volta nella storia del tennis femminile spagnolo che due tenniste si spingono fino al penultimo atto, assicurando così alla Spagna una giocatrice in finale per la prima volta dall'edizione del 1993, quando ci riuscì Arantxa Sánchez Vicario. Nel penultimo atto, Garbiñe rifila un doppio 6-3 a Badosa, accedendo alla sua diciassettesima finale nel circuito maggiore, la prima nelle Finals. In finale affronta e sconfigge la tennista estone Anett Kontaveit per la seconda volta nel torneo, con il punteggio di 6-3 7-5, diventando la prima tennista spagnola ad aggiudicarsi il prestigioso torneo di fine anno. Grazie a questo risultato, inoltre, Garbiñe chiude l'anno da numero tre del ranking WTA.

### 2022-2024: scarsi risultati e ritiro dalle competizioni

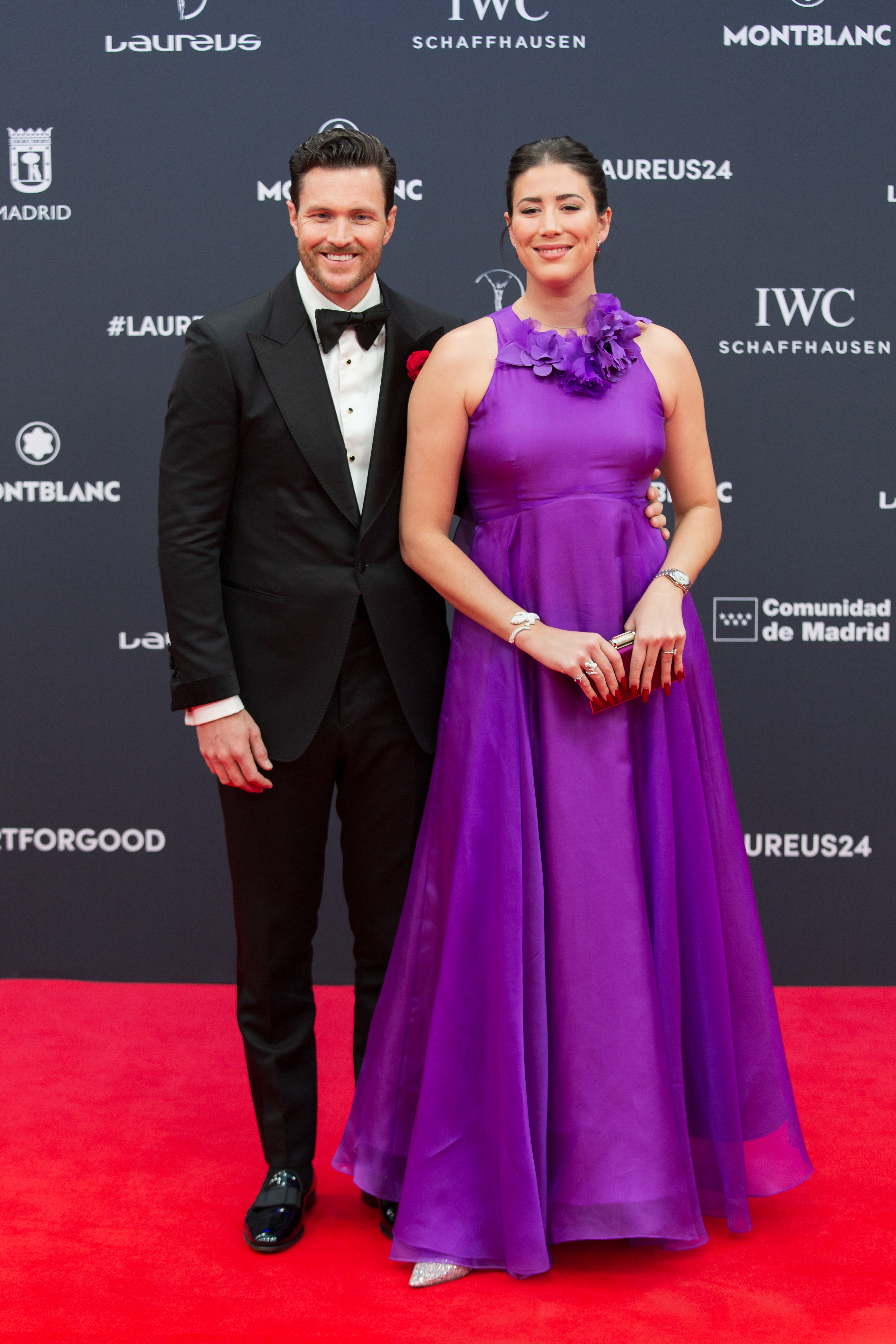
Garbiñe Muguruza e il compagno Arthur Borges ai Laureus World Sports Awards 2024

Muguruza inizia l'anno a Sydney, dove, dopo il bye all'esordio, sconfigge Ekaterina Aleksandrova in due set; ai quarti, cede a Dar'ja Kasatkina per 4-6 4-6. Prende poi parte al primo Slam dell'anno, l'Australian Open, nel quale è accreditata della 3ª testa di serie: dopo un successo su Clara Burel (6-3 6-4), viene sorprendentemente eliminata al secondo turno da Alizé Cornet, con un duplice 3-6. A causa dello scarso risultato, Garbiñe scende di quattro posizioni nel ranking WTA, assestandosi al 7º posto. A Dubai, dove difendeva il successo colto nel 2021, esce negli ottavi di finale contro la russa Veronika Kudermetova (6-3 4-6 4-6). Scesa al nono posto del ranking, nel 1000 di Doha, dopo il bye all'esordio, batte Sorana Cîrstea per 7-6(4) 6-1 e più nettamente Madison Brengle (6-0 6-2), raggiungendo il suo secondo quarto di finale stagionale. Nella circostanza, viene sconfitta da Jeļena Ostapenko con un doppio 2-6. A Indian Wells, dopo il bye, viene eliminata da Alison Riske in rimonta (6-0 3-6 1-6). La spagnola decide poi di dare forfait a Miami a causa di un problema alla spalla.
Torna in campo sulla terra di Madrid: dopo un successo su Ajla Tomljanović (7-5 6-2), Muguruza viene nettamente estromessa da Anhelina Kalinina, che le lascia solo tre giochi (3-6 0-6). Si fa clamorosamente recuperare nel match d'esordio degli Internazionali d'Italia da Julija Putinceva (6-3, 6(4)–7, 1-6) dopo essere stata avanti per 6-3, 5-3, 30-0. All'Open di Francia esce subito al primo turno per mano di Kaia Kanepi (6-2 3-6 4-6). Continua il periodo negativo anche sull'erba, dove riesce a cogliere una sola vittoria da tre tornei disputati, ovvero quella ottenuta a Eastbourne ai danni di Magdalena Fręch. Anche la restante parte della stagione sul veloce nordamericano è priva di risultati di rilievo.
Disputa tre tornei in Australia e uno in Francia nella stagione 2023, perdendo in tutti e quattro i casi all'esordio. La sconfitta subita a Lione contro Linda Nosková costituisce anche il suo ultimo match nel circuito. Da febbraio 2023, infatti, la tennista decide di prendere una pausa indeterminata dalle competizioni, seguita il 20 aprile 2024 dalla conferma del ritiro definitivo. Due mesi più tardi aver archiviato la propria carriera da tennista, le viene affidata la direzione del torneo di fine anno WTA Finals che a partire da quell'anno si sarebbe tenuto in Arabia Saudita.

## Caratteristiche e stile di gioco
Muguruza gioca un tennis aggressivo, è dotata di fondamentali forti esplosivi anche nel servizio e nella risposta, un repertorio di colpi abbastanza ampio che le permette di giocare le palle profonde sia flat che topspin.
All'inizio della sua carriera, quando si allenava a Barcellona, possedeva uno stile di gioco di tipo spagnolo, basato sulla difesa e sul logoramento delle avversarie attraverso lunghi scambi su terra battuta. Quando il suo corpo si sviluppò in altezza- fino agli 1,82 mt attuali- si rese conto che quello stile non era più adatto a lei e virò verso lo stile di gioco russo, fatto di colpi molto più duri, diventando una giocatrice aggressive baseliner, cioè aggressiva da fondo campo, colpendo le palle in anticipo e dando loro maggiore profondità. Inoltre è in grado di far loro cambiare direzione, qualunque sia la velocità delle palle che riceva, cercando in tal modo di chiudere il punto velocemente. Risale a quell'epoca lo sviluppo del suo ottimo rovescio lungolinea a due mani.
Sotto la guida di Sumyk e del suo intenso metodo di allenamento è diventata una giocatrice più completa, con una robusta difesa, a cui ha aggiunto frequenti discese a rete, dove adopera prevalentemente un volley ampio senza tuttavia raccogliere molti punti.
Ha un servizio potente, sia con la prima che con la seconda battuta, con il quale dà l'avvio al suo gioco aggressivo tendente a comandare negli scambi.
Il suo diritto è molto potente e lo gioca apparentemente senza sforzo, con uno swing simile a quello maschile, con un'impugnatura semi-western estrema come quelle di Rafael Nadal e Novak Djokovic. Il suo diritto, come anche il suo servizio hanno margini di miglioramento, specialmente quando giocati sotto pressione perché l'hanno portata spesso a compiere errori gratuiti su cui è nata quella inconsistenza storica di cui soffriva, dovuta soprattutto al suo stile di gioco "russo" molto impaziente e alla necessità di avere una grande condizione fisica per usare questo stile di gioco. Il suo rovescio ha una potenza, consistenza, e capacità di essere direzionato ovunque nel campo e in ogni condizione, da farne la sua arma migliore.
Sotto la guida di Conchita Martínez, ha migliorato nettamente la sua consistenza sui colpi in campo e il suo servizio, diventato più aggressivo, portandola a notevoli successi quale la vittoria nelle WTA Finals.

## Allenatori
Muguruza è stata allenata da Alejo Mancisidor dal 2010 al 2015, per poi assumere Sam Sumyk, che aveva già lavorato al fianco di campionesse come Vera Zvonarëva e Viktoryja Azaranka. Questa collaborazione ha portato la tennista ad aggiudicarsi due titoli Slam, raggiungendo anche la vetta della classifica mondiale. Nonostante ciò il loro rapporto è stato molto chiacchierato, perché giudicato conflittualeSenza fonte. Dopo un biennio privo di risultati soddisfacenti annuncia la separazione da Sumyk e, alla fine del 2019, inizia a lavorare a tempo pieno con Conchita Martínez. L'ex tennista l'aveva già preparata, a causa della temporanea assenza di Sumyk, per Wimbledon 2017, edizione vinta proprio da Muguruza; con Martínez ritrova la finale Slam dopo quasi tre anni dall'ultima volta.

## Sponsor ed equipaggiamento
Nel giugno del 2014 viene nominata ambasciatrice di Mazda, mentre a dicembre dello stesso anno per la banca Banco Bilbao Vizcaya Argentaria. Inoltre rappresenta Adidas, Babolat, Rolex e Maui Jim. Nel 2016 la rivista SportsPro pubblica la lista delle persone più commerciabili, nella quale Muguruza appare al quattordicesimo posto. Nel 2017 scende alla ventunesima posizione, in seguito all'annuncio di essere diventa ambasciatrice dell'acqua minerale Evian. Nel 2017, poco prima di vincere Wimbledon, annuncia di essere diventata ambasciatrice della organizzazione non governativa Room to Read, dichiarando di volere aiutare l'organizzazione a fare aumentare il suo impatto contro l'analfabetizzazione e per il pari accesso all'istruzione secondaria per le ragazze.

## Statistiche

### Singolare

#### Finali del Grande Slam

##### Vinte (2)
| Anno | Torneo                      | Superficie  | Avversaria in finale | Risultato |
| ---- | --------------------------- | ----------- | -------------------- | --------- |
| 2016 | Open di Francia, Parigi     | Terra rossa | Serena Williams      | 7–5, 6–4  |
| 2017 | Torneo di Wimbledon, Londra | Erba        | Venus Williams       | 7–5, 6–0  |

##### Perse (2)
| Anno | Torneo                      | Superficie | Avversaria in finale | Risultato     |
| ---- | --------------------------- | ---------- | -------------------- | ------------- |
| 2015 | Torneo di Wimbledon, Londra | Erba       | Serena Williams      | 4–6, 4–6      |
| 2020 | Australian Open, Melbourne  | Cemento    | Sofia Kenin          | 6–4, 2–6, 2–6 |

#### Risultati in progressione nei tornei dello Slam
| Sigla | Risultato               |
| ----- | ----------------------- |
| V     | Vincitore               |
| F     | Finalista               |
| SF    | Semifinalista           |
| O     | Oro olimpico            |
| A     | Argento olimpico        |
| SF    | Bronzo olimpico         |
| QF    | Quarti di Finale        |
| 4T    | Quarto turno            |
| 3T    | Terzo turno             |
| 2T    | Secondo turno           |
| 1T    | Primo turno             |
| RR    | Round Robin             |
| LQ    | Turno di qualificazione |
| A     | Assente                 |
| ND    | Non disputato           |

| Legenda superfici    |
| -------------------- |
| Cemento              |
| Terra battuta        |
| Erba                 |
| Superficie variabile |

| Torneo                 | 2012 | 2013  | 2014  | 2015  | 2016  | 2017  | 2018  | 2019  | 2020 | 2021  | 2022  | 2023 | Titoli      | V–S         |
| ---------------------- | ---- | ----- | ----- | ----- | ----- | ----- | ----- | ----- | ---- | ----- | ----- | ---- | ----------- | ----------- |
| Tornei del Grande Slam |      |       |       |       |       |       |       |       |      |       |       |      |             |             |
| Australian Open        | A    | 2T    | 4T    | 4T    | 3T    | QF    | 2T    | 4T    | F    | 4T    | 2T    | 1T   | 0 / 11      | 27–11       |
| Open di Francia        | Q3   | 2T    | QF    | QF    | V     | 4T    | SF    | 4T    | 3T   | 1T    | 1T    | A    | 1 / 10      | 29–9        |
| Wimbledon              | Q2   | 2T    | 1T    | F     | 2T    | V     | 2T    | 1T    | ND   | 3T    | 1T    | A    | 1 / 9       | 18–8        |
| US Open                | 1T   | A     | 1T    | 2T    | 2T    | 4T    | 2T    | 1T    | 2T   | 4T    | 3T    | A    | 0 / 10      | 12–10       |
| Vittorie–sconfitte     | 0–1  | 3–3   | 7–4   | 14–4  | 11–3  | 17–3  | 8–4   | 6–4   | 9–3  | 8–4   | 3–4   | 0–1  | 2 / 40      | 86–38       |
| Carriera               |      |       |       |       |       |       |       |       |      |       |       |      |             |             |
| Tornei giocati         | 8    | 12    | 23    | 20    | 20    | 21    | 22    | 16    | 8    | 19    | 17    | 4    | 190         | 190         |
| Titoli                 | 0    | 0     | 1     | 1     | 1     | 2     | 1     | 1     | 0    | 3     | 0     | 0    | 10          | 10          |
| Finali                 | 0    | 0     | 2     | 3     | 1     | 2     | 2     | 1     | 1    | 5     | 0     | 0    | 17          | 17          |
| Totale V–S             | 6–8  | 14–12 | 38–21 | 41–19 | 35–20 | 47–21 | 33–20 | 22–16 | 23–7 | 42–17 | 12–17 | 0–4  | 10 / 190    | 312–182     |
| Vittorie %             | 43%  | 54%   | 64%   | 68%   | 64%   | 69%   | 62%   | 58%   | 77%  | 71%   | 41%   | 0%   | 63%         | 63%         |
| Ranking di fine anno   | 104  | 64    | 20    | 3     | 7     | 2     | 18    | 36    | 15   | 3     | 55    | 1056 | $24.813.892 | $24.813.892 |